# Giannetto Fieschi
Giannetto Fieschi (Zogno, 10 giugno 1921 – Genova, 15 marzo 2010) è stato un pittore e incisore italiano, tra i maggiori del secondo dopoguerra.

## Biografia
Nacque in Val Brembana da una famiglia di origini nobili, con la quale si trasferì presto a Genova. Nel capoluogo ligure studiò al liceo classico e poi frequentò la facoltà di medicina e l'Accademia di Belle Arti. In seguito partecipò alla seconda guerra mondiale. Nel dopoguerra proseguì l'attività artistica, pur continuando a studiare medicina. Dal 1952 ottenne borse di studio a Parigi, a Barcellona e a New York. Rientrato in Italia, insegnò presso il liceo artistico a Genova. Successivamente insegnò all'Università del Tennessee e nel 1980 all'Accademia di Belle Arti di Genova presso la quale era stato studente. 
Fieschi si espresse in una dimensione onirica che va dal dadaismo all'informale. Presente, fra le altre mostre, alle edizioni della Biennale di Venezia del 1948, del 1950,del 1954 e del 1964  e alla IX°, X° e XI° edizione della Quadriennale di Roma (1965-1986). Sue importanti opere si trovano al Museo staurós di arte sacra contemporanea presso il Santuario di San Gabriele dell'Addolorata, dove un'intera zona è dedicata al pittore (pinacoteca Fieschi). Oltre la pittura si occupò di varie forme d'arte, compresa l'arte postale e la calligrafia.
Morì nel 2010, all'età di 88 anni.